# Кива, Филипп Денисович
Фили́пп Дени́сович Ки́ва (14 ноября 1910, село Яцынова Слободка, Полтавский уезд — 2 марта 1992, Полтава) — участник Великой Отечественной войны, Герой Советского Союза (1945).

## Биография
Родился 1 (14) ноября 1910 года в селе Яцынова Слободка ныне Полтавского района Полтавской области в крестьянской семье. Учился в Дибровской средней школе. В 1927 году окончил Полтавскую ветеринарно-фельдшерскую школу. Работал фельдшером в колхозе «Заря коммунизма». В 1932 году был призван в армию. После окончания военной службы работал слесарем на Полтавском паровозоремонтном заводе.
В 1940 году окончил курсы усовершенствования командного состава запаса Киевского особого военного округа. Вторично в Красную армию призван в июне 1941 года. Окончил фронтовые курсы младших лейтенантов. Воевал на Западном, Степном и 2-м Украинском фронтах.
В июне 1941 года Филипп Кива был назначен командиром транспортной роты 712-го стрелкового полка 132-й стрелковой дивизии. Подразделение, которым он командовал, отличилось при обороне Могилёва, Кричева, в боях под Москвой. Летом 1943 года Филипп Денисович Кива назначен командиром батальона 1134-го стрелкового полка 338-й стрелковой дивизии. В январе 1944 года старший лейтенант Кива — командир 26-го ударно-штурмового батальона 3-го ударно-штурмового полка 53-й армии. В составе войск 2-го Украинского фронта батальон участвовал в боях за освобождение Умани, Котовска, Бухареста, Плоешти. Полк в числе первых вышел на границу с Венгрией.
В августе 1944 года старший лейтенант Филипп Кива умело организовал действия батальона при ликвидации окружённой группировки противника в районе города Васлуй в Румынии. В боях на территории Венгрии его батальон участвовал в освобождении нескольких населённых пунктов. В ночь на 7 ноября 1944 года батальон Ф. Д. Кивы форсировал реку Тиса. Отражая контратаки противника, батальон обеспечил форсирование реки другим подразделениям полка. Сосредоточившись на западном берегу реки, батальон с боем форсировал приток Тисы — Клейн-Тису, штурмом овладел важным рубежом обороны противника населённым пунктом Поросло и железнодорожной станцией Мезетаркань. 9 ноября батальон Кивы во взаимодействии с 20-м и 30-м батальонами окружили и захватили в плен артиллерийский полк противника.
Указом Президиума Верховного Совета СССР от 24 марта 1945 года за образцовое выполнение боевых заданий командования и проявленные при этом мужество и героизм, старшему лейтенанту Киве Филиппу Денисовичу присвоено звание Героя Советского Союза с вручением ордена Ленина и медали «Золотая Звезда».
День Победы капитан Кива встретил в Братиславе в Чехословакии.
После войны Филипп Денисович Кива уволен в запас. В 1948 году окончил межобластную двухлетнюю партийную школу в Киеве. Работал заместителем председателя Полтавского горисполкома, инструктором Железнодорожного райкома партии во Львове, заместителем председателя Яготинского райисполкома Киевской области, директором учебно-производственного комбината в Полтаве.
На пенсии с 1963 года. Жил в Полтаве. Принимал активное участие в работе по военно-патриотическому воспитанию молодёжи. Умер 2 марта 1992 года в возрасте 81 года. Похоронен на Центральном кладбище Полтавы.

## Семья
Сын — Владимир Филиппович Кива (род. 1951), работал испытателем на заводе № 22 «Знамя» в Полтаве. Внук — Илья Владимирович Кива (1977—2023) — украинский политический, государственный и общественный деятель.

## Награды
СССР
- Медаль «Золотая Звезда» Героя Советского Союза № 7217 (24.03.1945)[1]
- орден Ленина (24.03.1945)[1]
- орден Красного Знамени (16.10.1944)[2]
- Орден Александра Невского (08.04.1945)[3]
- орден Отечественной войны 1-й степени (06.04.1985)[4]
- орден Отечественной войны 2-й степени (05.03.1944)[5]
- медали, в том числе:
  - «За оборону Москвы» (28.08.1945)[6]
  - «За победу над Германией в Великой Отечественной войне 1941—1945 гг.»
  - «Ветеран труда»

Других государств
 ВНР:
- орден Красной Звезды (1969)

## Память
- Почётный гражданин города Баттонья в Венгрии.
- Имя Героя было присвоено населённому пункту Тиса в Румынии.
- В Полтаве имя Героя высечено на постаменте памятника погибшим железнодорожникам на территории тепловозоремонтного завода в Полтаве.